# ليلى إبراهيم
ليلى إبراهيم هي الرئيسة التنفيذية لقسم العمليات في جوجل ديب مايند، وهي المؤسس المشارك ورئيسة مؤسسة فريق من أجل التقنية (بالإنجليزية: Team4Tech)‏ وعضو في مجلس شركة جانيت.

## النشأة والتعليم
تنحدر ليلى إبراهيم من عائلة مهاجرة، درست الهندسة الكهربائية وعلوم الحاسوب في جامعة بوردو وشغلت في وقت مبكر من حياتها منصبا بسيطا في مجلس المستشارين. حصلت على درجة البكالوريوس في عام 1993، وكانت عضوا في نادي فاي سيجما رو.

## المسيرة المهنية
بدأت إبراهيم حياتها المهنية في عام 1993 في شركة إنتل حيث تعمل ضمن فريق على تصميم معالج بنتيوم. قضت 18 عاما في شركة إنتل حيث شغلت العديد من المناصب القيادية بما في ذلك منصب رئيسة الموظفين في قسم كريغ باريت ومنصب رئيسة قسم القيادة الرقمية التي تمكنت من نشر التعليم والإدارة الإلكترونية في قارة أفريقيا.
ساعدها هنري في الحصول على زمالة في معهد إسبن بعد أن كانت قد حصلت على منحة دراسية. في عام 2000 أخذت شهرين للتفرغ لبناء مختبر حاسوب في دار أيتام بلبان. أخذت تجربتها هذه مرة أخرى إلى إنتل حيث أنها بنت هناك قسم تعليم تكنولوجيا الذي حمل اسم كي-12. ثم عملت في وقت لاحق على مبادرة وطنية في البرتغال حيث وزعت فيها 400,000 جهاز كمبيوتر ودرَّبت أزيد من 30,000 من المعلمين في سنة واحدة. في عام 2007 اعتُرف بها من قِبل المنتدى الاقتصادي العالمي باعتبارها قائدة شابة عالمية. خلال عملها كزميلة في معهد إسبن أسست عام 2009 مؤسسة تيم فور تيك رفقة صديقتها جولي كلوجاج وذلك ضمن برنامج الشركاء والمتطوعين في المشاريع التعليمية في العالم النامي. كانت واردة على غلاف مجلة فوربس، ثم مُنحت في عام 2010 جائزة أنيتا بورغ في معهد المرأة بسبب رؤيتها التقدمية وتأثيرها على المجتمع وعلى العديد من النساء. عُينت عام 2010 كمهندسة كمبيوتر في جامعة بوردو.
تم تعيين ليلى كرئيسة تنفيذية لشركة كلاينر بيركنز كوفيلد آند بايرز في عام 2010، ومن خلال رئاستها للشركة بدأت العمل مع كورسيرا. قُدمت إبراهيم كرئيسة لكورسيرا في عام 2013 وبقيت في نفس المنصب حتى عام 2017. خلال هذه الفترة تم تعيينها من قبل وزير التجارة الأمريكي على رأس المجلس الاستشاري الوطني للابتكار وريادة الأعمال. وكانت المتحدث الرئيسية في قمة الريادة التي عُقدت عام 2016، كما شاركت في مؤتمر ساوث باي ساوث واست الذي عُقد عام 2017 في أوستن.
في نيسان/أبريل 2018 عُينت كمديرة تنفيذي لقسم العمليات في جوجل ديب مايند. وأصبحت المسؤولة عن إدارة نمو الشركة. لكنها وبالرغم من كل هذا فلا زالت معلمة ورائدة من رواد أعمال الشباب. وهي داعية من أجل زيادة تمثيل المرأة في مجال التكنولوجيا.